# Kleinste huis van Amsterdam

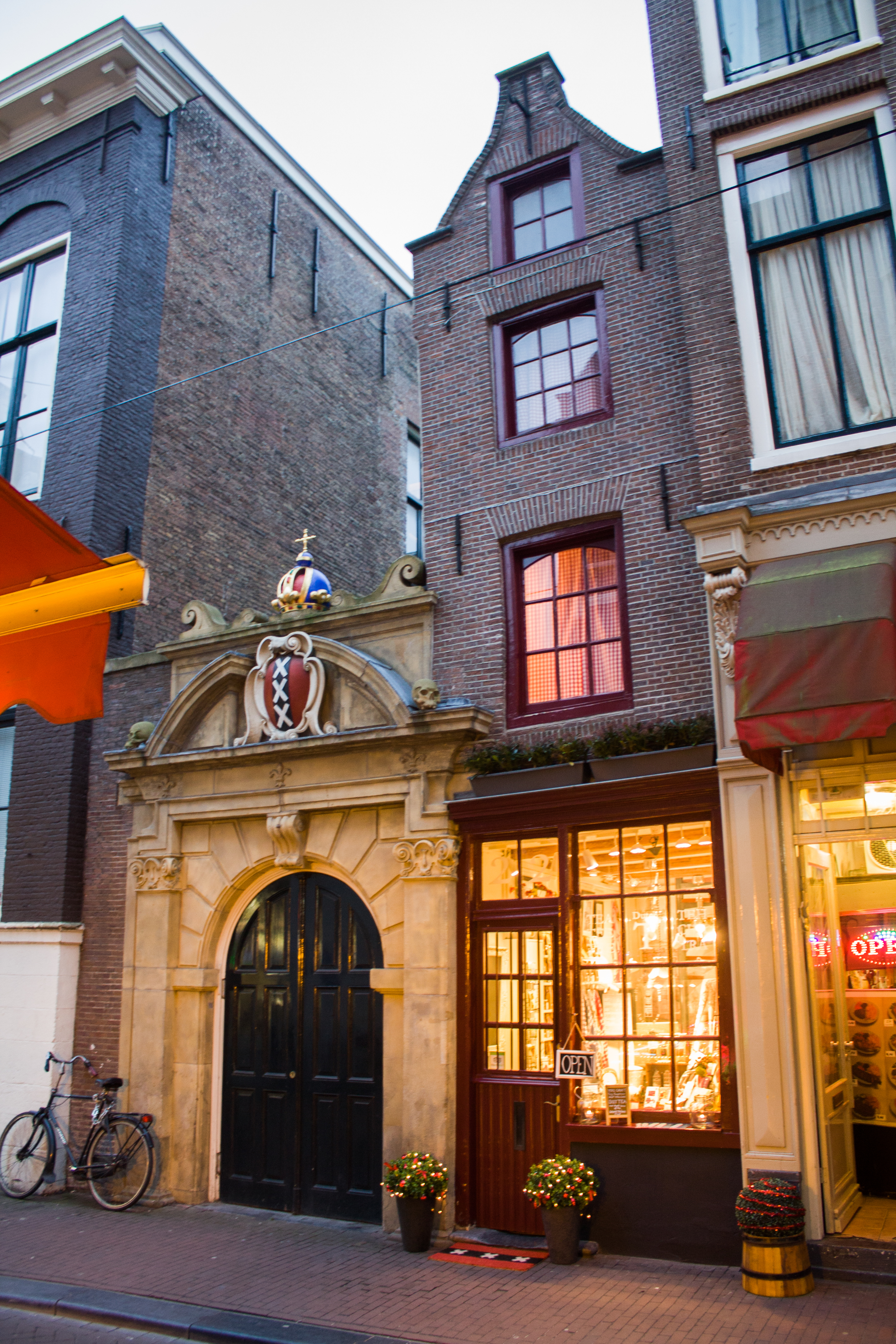
Voorzijde kleinste huis van Amsterdam (2014)

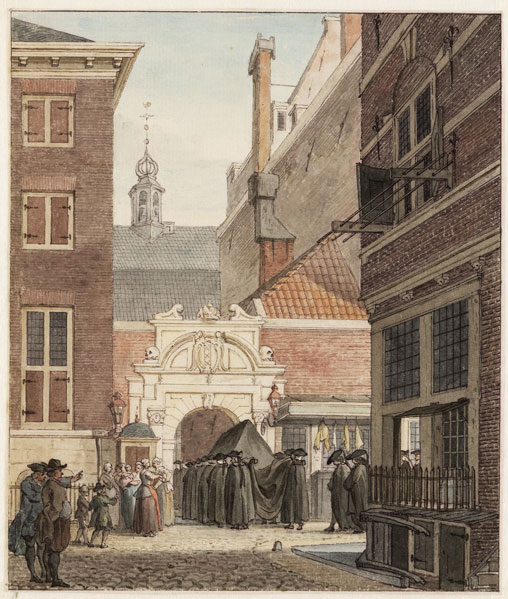
Een begrafenisstoet bij het poortje van de Waalse Kerk tussen Oude Hoogstraat 24 en 22 (1768).

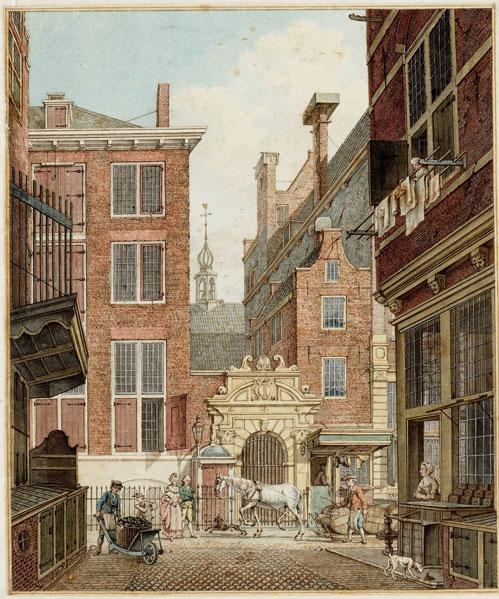
Bethaniendwarsstraat gezien naar de poort van de Waalse Kerk en het kleinste huis van Amsterdam in de Oude Hoogstraat (1787).

Het kleinste huis van Amsterdam is gelegen aan de Oude Hoogstraat 22 in het oude centrum van Amsterdam, vlak naast het Oost-Indisch Huis en het toegangspoortje naar de Waalse Kerk. Het huisje, door sommigen ook het ‘Kleinste huis van Europa’ genoemd, is 2,02 meter breed en 5 meter diep. Met haar kenmerkende tuitgevel, vertegenwoordigt dit huis een miniatuurversie van een typisch Amsterdams grachtenpand.
Het kleinste huis van Amsterdam staat geregistreerd als rijksmonument.

## Geschiedenis
Het kleinste huis van Amsterdam bevindt zich aan de rand van het voormalige terrein van het Paulusbroederklooster. In 1550 werd een gedeelte van het terrein verkocht aan ‘De Stadt Amsterdam’ die hier het Bushuis bouwde. Later, in 1603 nam de Amsterdamse kamer van de VOC een deel van het Bushuis in gebruik als magazijn. In 1604 werd naast het Bushuis begonnen met de bouw van het Oost-Indisch Huis, dat in 1606 gereed was.
Direct naast het huisje staat een van de bekendste poorten van Amsterdam: de poort naar de Waalse Kerk. Deze poort, gebouwd in 1616, is van de hand van architect Hendrik de Keyser (1565-1621) en diende als doorgang voor uitvaartdiensten.
De Oude Hoogstraat is van origine een winkelstraat. Ter hoogte van nummer 20 en 22 bevond zich tot 1733 een pand met de naam ‘Koning David’. Dit pand werd afgebroken om plaats te maken voor een nieuw pand: het huidige gebouw met huisnummer 20. De gemeente nam destijds het resterende stukje grond van 10 vierkante meter over. Op deze grond is later het kleinste huis van Amsterdam gebouwd: het huidige nummer 22.
In 1738 wordt voor het eerst melding gemaakt van het huisje. ‘De Stadt’ betaalde toen voor het eerst belasting voor de locatie waarop het huisje staat. In 1742 werd het huisje voor 150 gulden per jaar verhuurd aan (staande) horlogemaker Jan Tenking.
Hoewel het huisje tegenwoordig twee verdiepingen en een vliering telt, bestond het huisje in de beginjaren alleen maar uit een begane grond. Tussen 1768 en 1787 zijn de huidige verdiepingen en vliering bijgebouwd.

## Trivia
Dit huis is niet het smalste huis van Amsterdam. Het smalste huis staat aan de Generaal Vetterstraat 18b en is 1,80 meter breed over de gehele lengte.